# Paramonova taylori
Paramonova taylori är en tvåvingeart som först beskrevs av Kelsey 1969.  Paramonova taylori ingår i släktet Paramonova och familjen fönsterflugor. Inga underarter finns listade i Catalogue of Life.